# Веселе (Бахмацька міська громада)
Весе́ле — селище в Україні, у Бахмацькій міській громаді Ніжинського району Чернігівської області. 

## Населення

### Мова
Розподіл населення за рідною мовою за даними перепису 2001 року:
| Мова       | Кількість | Відсоток |
| ---------- | --------- | -------- |
| українська | 314       | 99.68%   |
| російська  | 1         | 0.32%    |
| Усього     | 315       | 100%     |

## Історія
12 червня 2020 року, відповідно до розпорядження Кабінету Міністрів України № 730-р «Про визначення адміністративних центрів та затвердження територій територіальних громад Чернігівської області», увійшло до складу Бахмацької міської громади.
19 липня 2020 року, в результаті адміністративно-територіальної реформи та ліквідації Бахмацького району, селище увійшло до складу Ніжинського району Чернігівської області.

## Залізнична станція «Григорівка»
В 1873 році була збудована Лібаво-Роменська залізниця і через 5 років, у 1878-му, побудували пасажирську будівлю станції Григорівка. Наступне пасажирське приміщення станції було збудоване в 1912 році, воно мало дуже красивий вигляд, було зі скляним дахом. В цьому ж році за ініціативою поміщика Харитоненка розпочалося будівництво залізниці до села Качанівка. Необхідність залізниці — перевезення цукрової сировини на переробку в Парафіївську цукроварню. Сучасне пасажирське приміщення станції Григорівка збудоване в 2005 році. Станція Григорівка належить до Південної залізниці.

## Пам'ятки
На південь від селища розташований гідрологічний заказник — «Веселе».